# 849 Ara
849 Ara, asteroid glavnog pojasa. Otkrio ga je Sergej Beljavski, 9. veljače 1912.

## Vanjske poveznice
- Minor Planet Center